# Leptotyphlops subcrotillus
Leptotyphlops subcrotillus este o specie de șerpi din genul Leptotyphlops, familia Leptotyphlopidae, descrisă de Klauber 1939. Conform Catalogue of Life specia Leptotyphlops subcrotillus nu are subspecii cunoscute.